# 오에교

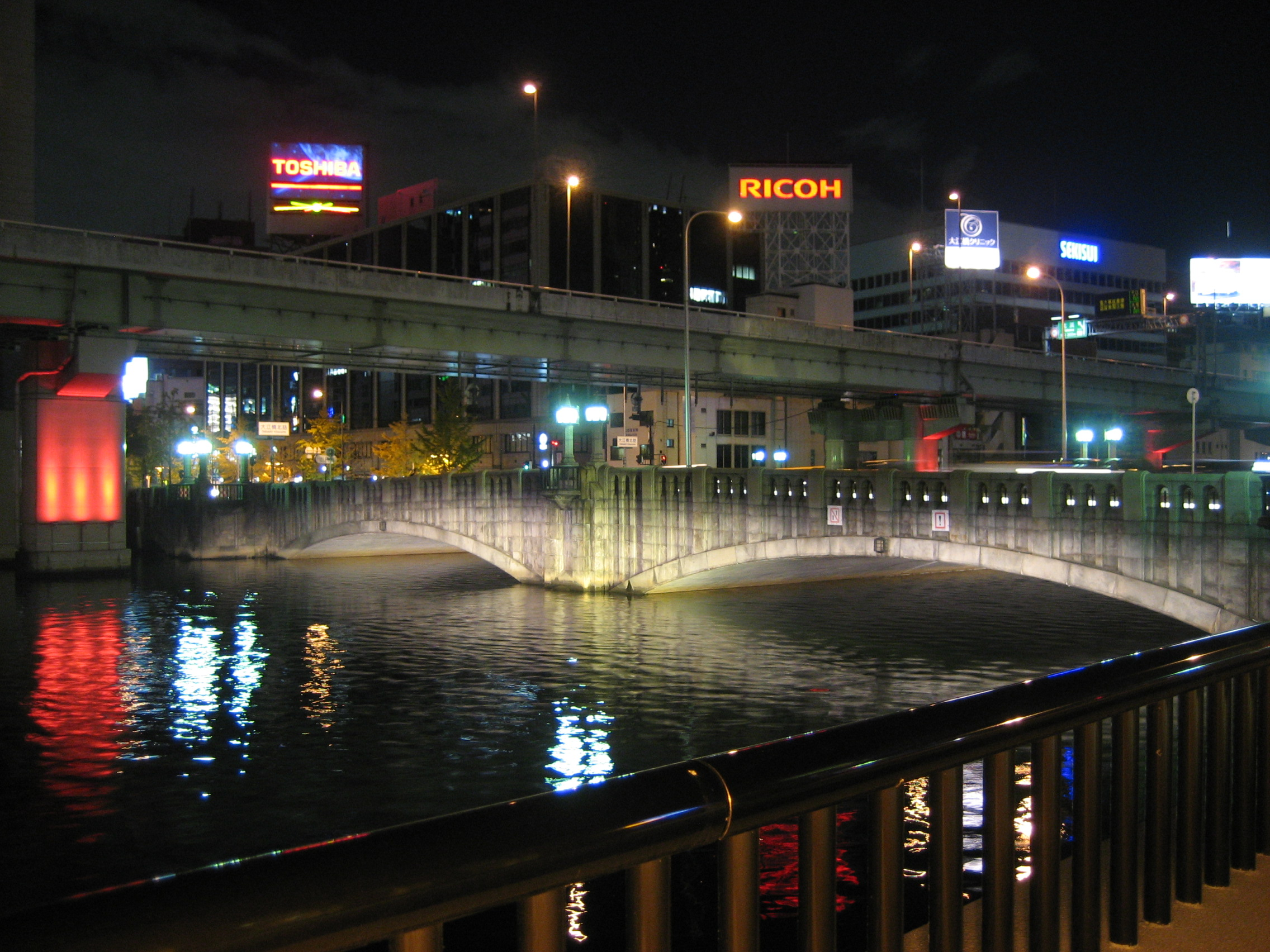
오에 교

오에 교(大江橋)는 오사카시 기타구의 구 요도가와강(도지마강)에 걸쳐있는 다리이다. 중요문화재로 지정되었으며, 나니와 명교 50선에도 선정되었다.

## 개요
오사카 시 기타 구 니시덴마 2정목 및 도지마 가 2쵸메와 나카노시마를 잇는, 미도스지（일본 국도 25호）에 걸쳐있는 다리이다. 철근 콘크리트 구조의 아치교로, 다리 길이 81.5m 유효폭 37.0m 또한, 오사카 시 교통국 지하철 미도스지 선이 오에교의 지하를 통과하고 있다.

## 연혁
역사적으로는 에도 시대의 겐로쿠 연간, 도지마의 개발에 따라 만들어진 다섯 개의 다리（오에 교, 와타나베 교, 다미노 교, 호리에 교, 후나쓰 교）중 하나이다. 1909년에 오사카 시 기타 구 일대를 습격한 대화재로 소실되었다. 1910년에 부흥과 오사카시 교통국 전기 철도의 개통에 따라, 철교로 다시 지어지게 되었다.
현재의 오에 교는, 오사카 시의 도시 계획의 일환으로 미도스지의 폭을 넓히는 공사에 의해, 1930년에 착공하여 1935년에 완성하였다. 다리를 교체하기에 앞서, 바로 남측의 구 요도가와강(도사보리강)에 걸쳐있는 요도야 교와 같이 1924년에 오사카 시의 제1차 도시 계획 사업에 공모된 철근 콘크리트 제의 아치교이면서, 파리의 세느강을 참고한 경관을 배려한 디자인은, 일부 보수된 데 이외는 현가(懸架)되었던 당시 그대로이며, 시의 제1차 도시 계획 사업의 목표를 현대에게 전하고 있다. 이런 점이 평가되어 2008년에는 ‘오에 교 및 요도야 교’로, 콘크리트제 다리로써는 드물게 중요문화재로 지정되었다.

## 주변시설
- 미도스지

남측
- 나카노시마
- 오사카 시청
- 일본은행 오사카 지점
- 나카노시마 공원
- 게이한 전기 철도 나카노시마 선 오에 교 역

북측
- 도지마
- 오사카 시 교통국 버스 오에 역 버스 정류장
- 오사카 비즈니스 칼리지 전문학교
- 도지마 빌딩
- 오사카 미쓰비시 빌딩